# Deer Isle (Maine)
Deer Isle est une ville américaine située dans le Comté de Hancock, dans le Maine. Selon le recensement de 2020, sa population est de 2 194 habitants.